# Brick & Lace
Brick & Lace è un duo giamaicano scoperto da Akon, che ha pubblicato il suo album d'esordio nel 2007. In origine erano un trio formato dalle sorelle Nyanda, Nailah e Tasha Thorbourne, ma quest'ultima decise di lasciare il trio e di continuare a lavorare con le sorelle componendo con esse i testi delle canzoni.

## La carriera: 2007-2008 Love Is Wicked
Nate da padre giamaicano e madre newyorkese, sono state messe sotto contratto dal cantante Akon per la sua casa discografica Kon Live Distribution. Il loro album di debutto, Love Is Wicked, è stato pubblicato in alcuni paesi nel settembre 2007.
L'album è stato trainato dal singolo Love Is Wicked che è riuscito ad entrate in 48 classifiche, raggiungendo la sesta posizione in Finlandia e la nona in Francia. Love Is Wicked è rimasta nella Billboard European Hot 100 per 21 settimane, raggiungendo come posizione massima la numero 13.
A maggio 2007 si esibirono con Gwen Stefani durante il suo The Sweet Escape Tour nel New Jersey.
Nel 2008 sono state impegnate in numerosi tour, i più importanti in Europa e in Africa. Nello stesso periodo scrissero anche nuove canzoni come Cry On Me e Bad to Di Bone, canzoni che in seguito avrebbero fatto parte della nuova versione dell'album.

## Dal 2009 al 2011 dalla nuova pubblicazione ad oggi
Nel 2009 le due sorelle pubblicarono il singolo Bad to Di Bone che entrò in varie classifiche in Europa e Africa, questo singolo fu inserito nel nuovo album basato su Love Is Wicked con la sostituzione di alcune canzoni con brani inediti.
In luglio 2009 pubblicarono il secondo singolo della nuova versione Room Service.
Nel 2010 annunciarono l'imminente partenza del Brick and Lace Summer 2010 European Tour. Per promuoverlo pubblicarono altri 3 brani: Bang Bang, Ring the Alarm, Shakeles e ritirarono il brano Club It Up da Internet, perché destinato a progetti futuri.
Il duo dovrebbe pubblicare un album tra il 2011 e il 2012. L'album sarà prodotto da Bob Sinclar, Sean Paul e Akon. Nel frattempo era stato annunciato un tour per gennaio e febbraio 2011, che ha ricevuto un'interruzione causa la gravidanza avanzata di Nyanda. Alcune tappe hanno visto la presenza della sorella minore del duo, Candace, che ha preso il posto della sorella incinta. È stato annunciato inoltre che il tour riprenderà in Europa nei mesi di aprile, maggio e giugno.

## Discografia
- 2007 - Love Is Wicked

### Singoli
- 2007 - Get That Clear (Hold Up)
- 2007 - Love Is Wicked
- 2007 - Never, Never
- 2008 - Take Me Back
- 2008 - Cry On Me
- 2009 - Bad to Di Bone
- 2009 - Room Service